# Serie GeForce 100
La serie GeForce 100 es una serie de unidades de procesamiento de gráficos basadas en Tesla desarrolladas por Nvidia, lanzadas por primera vez en marzo de 2009. Sus tarjetas son cambios de marca de las tarjetas de la serie GeForce 9, disponibles solo para OEM. Sin embargo, el GTS 150 estuvo brevemente disponible para los consumidores.

## Productos
Las tarjetas de la serie GeForce 100 incluyen G100, GT 120, GT 130, GT 140 y GTS 150. El GT 120 se basa en el 9500 GT con diseños térmicos mejorados, mientras que el GT 130 se basa en el 9600 GSO (que a su vez era un 8800 GS con el nuevo distintivo). El GT 140 es simplemente un 9600 GT rebautizado. El GTS 150 es una versión OEM del GTS 250 con algunos cambios leves. A pesar de estar basadas en tarjetas de la serie 9 anteriores, la G 100, GT 120 y GT 130 utilizan PCB completamente diferentes y velocidades de reloj ligeramente diferentes.

## Soporte discontinuado
NVIDIA dejó de admitir controladores para la serie GeForce 100 el 1 de abril de 2016.
- Windows XP de 32 bits y Media Center Edition: versión 340.52 lanzada el 29 de julio de 2014; Descargar
- Windows XP de 64 bits: versión 340.52 lanzada el 29 de julio de 2014; Descargar
- Windows Vista, 7, 8, 8.1 de 32 bits: versión 342.01 (WHQL) lanzada el 14 de diciembre de 2016; Descargar
- Windows Vista, 7, 8, 8.1 de 64 bits: versión 342.01 (WHQL) lanzada el 14 de diciembre de 2016; Descargar
- Windows 10, 32 bits: versión 342.01 (WHQL) lanzada el 14 de diciembre de 2016; Descargar
- Windows 10, 64 bits: versión 342.01 (WHQL) lanzada el 14 de diciembre de 2016; Descargar